# Pigra
Pigra (Pigra in dialetto comasco, AFI: /ˈpiɡra/) è un comune italiano di 239 abitanti della provincia di Como in Lombardia.
L'abitato sorge a 881 m s.l.m., in posizione panoramica sul Lago di Como. Pigra fa parte della comunità montana del Lario Intelvese.

## Geografia fisica
Pigra è un piccolo paese posto su un breve altopiano a 881 metri sul contrafforte del monte Costone detto Camoggia allo sbocco della Val d'Intelvi. Aggrappato alla montagna, Pigra s'affaccia sul lago in uno dei più ampi panorami del Lario, la vista spazia dal primo bacino al gruppo delle Grigne fino ai monti dell'alto lago.

## Origini del nome
Due sono le teorie ipotizzate sulle origini del nome "Pigra". Secondo una prima ipotesi, il toponimo deriverebbe da una trasformazione del termine latino populus (pioppo). Un'altra teoria identificherebbe la ragione in una tardiva maturazione delle vigne rispetto alle zone circostanti.

## Storia
Durante la guerra decennale, in cui Pigra parteggiò per i comaschi, la zona dell'odierno belvedere pigrese ospitò una torre di vedetta sui cui ruderi, nel Novecento, fu costruita una villa.
Successivamente, la storia di Pigra rientra in quella della valle: seguì il comune di Como e nel 1335 passò sotto la signoria dei Visconti.
Con il Ducato di Milano, nel 1416 fu feudo dei Rusconi e nel 1527 finì sotto Gian Giacomo de' Medici, detto il Medeghino che dal castello di Musso si era impadronito di tutto il Lario e dintorni, nel 1583 fu proprietà dei Marliani e nel 1713 dei Riva. A lungo facente parte della pieve d'Intelvi, tra i secoli XVII e XVIII si ritrova Pigra all'interno del territorio dei cosiddetti "Cinque Comuni della Mezena", formato dai comuni di Casasco, Cerano, Mezzena e Schignano. Con le riforme amministrative della Lombardia austriaca del 1757, il comune Pigra fu invece inserito nella pieve d'Isola.
Un decreto di riorganizzazione amministrativa del Regno d'Italia napoleonico datato 1807 sancì l'annessione di Pigra al comune di Argegno, decisione abrogata con la Restaurazione.
Nel 1848 il parroco di Pigra don Cavalli partecipò all'insurrezione di Andrea Brenta contro gli austriaci e fu costretto all'esilio.
A partire dall'inizio del Novecento, Pigra ha assistito a un rilevante fenomeno di emigrazione verso l'estero - Svizzera, Germania e Francia in particolare.

### Simboli
Lo stemma e il gonfalone sono stati concessi con decreto del presidente della Repubblica del 16 giugno 1982.
Il gonfalone è un drappo troncato di azzurro e di giallo.

## Monumenti e luoghi d'interesse

### Architetture religiose

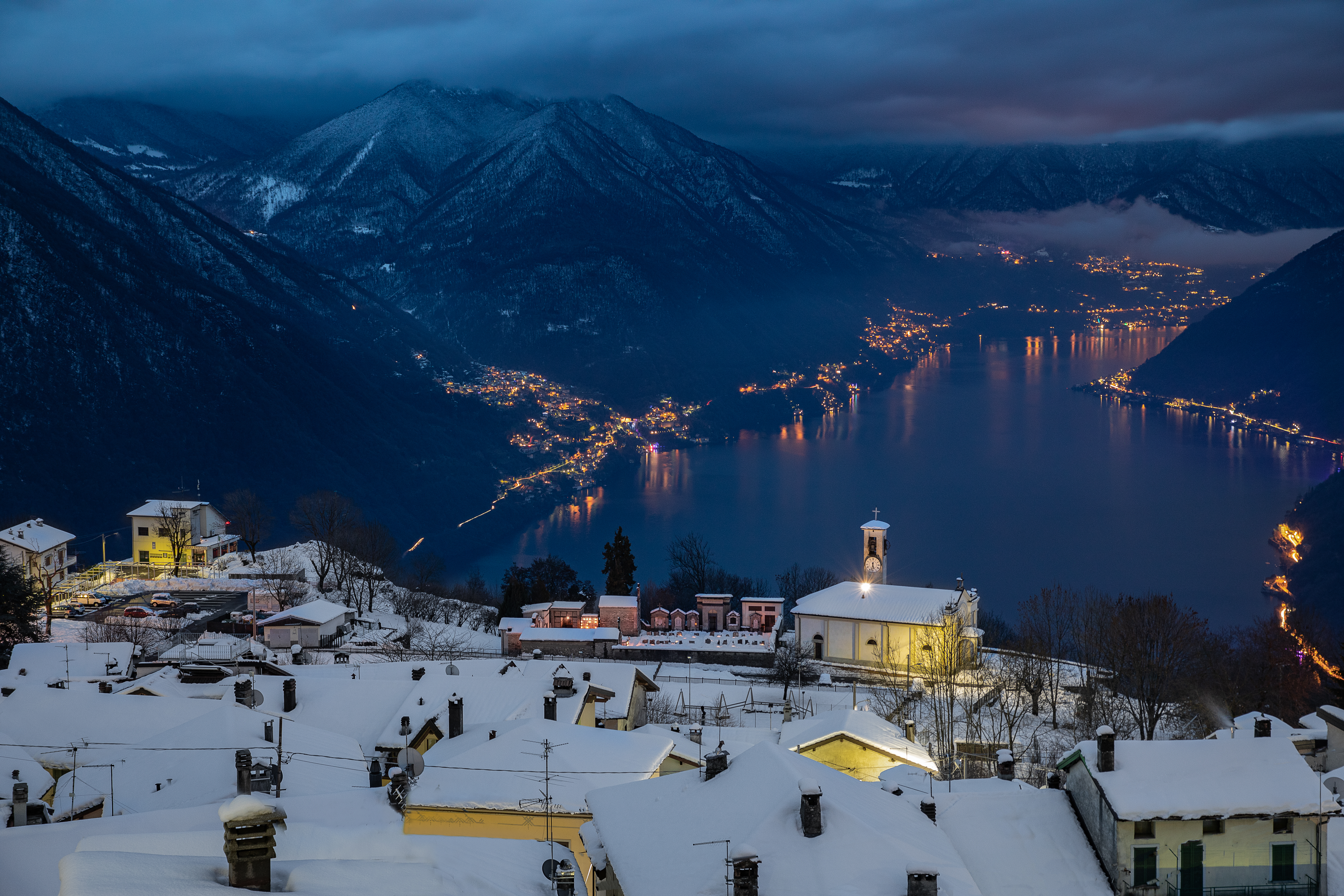
La chiesa parrocchiale di Santa Margherita e, sullo sfondo, il lago di Como

La chiesa parrocchiale di Santa Margherita in una bella posizione con campanile a torre alla fine del Cinquecento era a due navate, nel 1757 fu rifatto il coro e nella seconda metà dell'Ottocento fu aggiunta una terza navata. Conserva all'interno alcune opere d'arte, decorazioni a stucco, tele secentesche e settecentesche, un bel paliotto in scagliola del XVIII secolo.
Da ricordare è anche l'oratorio di San Rocco, chiuso fra le case nella piazzetta omonima. Si tratta di un edificio dalla facciata spoglia e a capanna, di fondazione rinascimentale. Internamente, l'oratorio ospita affreschi tardoseicenteschi: nel 1662, il pittore locale Salvatore Pozzi decorò infatti la parete di fondo con affreschi rappresentanti la Madonna e i santi Rocco, Sebastiano, Stefano, Domenico, Pietro martire e Giovan Battista.

### Architetture civili
Raggruppate attorno alla piazzetta di San Rocco vi sono alcune dimore con raffinate decorazioni settecentesche a stucco, vicino costruita in pietra locale vi è l'antica fonte.
Data la sua posizione in epoca comunale il borgo ebbe una torre di vedetta che si ergeva sul Belvedere, nel Novecento fu demolita e sui suoi ruderi fu costruita una villa, imponente costruzione tuttora in fase di restauro.
L'imponente fabbricato della Società Operaia si erge all'estremità del paese in posizione panoramica.

## Società

### Evoluzione demografica

#### Demografia pre-unitaria
- 1751: 241 abitanti[5]
- 1771: 252 abitanti[6]
- 1799: 261 abitanti[7]
- 1805: 246 abitanti[7]
- 1809: 261 abitanti (prima dell'annessione ad Argegno)[7]
- 1853: 431 abitanti[8]

#### Demografia post-unitaria
Abitanti censiti

## Cultura

### Biblioteche
La biblioteca comunale di Pigra è ricca di pubblicazioni sul Comasco e sulla Valle d'Intelvi.

## Infrastrutture e trasporti
L'abitato è raggiungibile tramite la strada provinciale SP 13 della valle Intelvi, la cui diramazione per Pigra si origina dal comune di Argegno.
In alternativa il comune è raggiungibile tramite la Funivia Argegno-Pigra, che in cinque minuti supera un dislivello di 540 metri e una pendenza del 71%, consentendo l'accesso all'abitato da Argegno. Al momento è tuttavia chiusa dal 2022 a causa di lavori e cambi gestione.La funivia è stata riaperta in data venerdì 9/8/2024,ed è in funzione dal venerdì alla domenica e nei festivi dalle ore 10.00 alle ore 18.00 ed è gestita da A.T.M.MILANO

## Galleria d'immagini

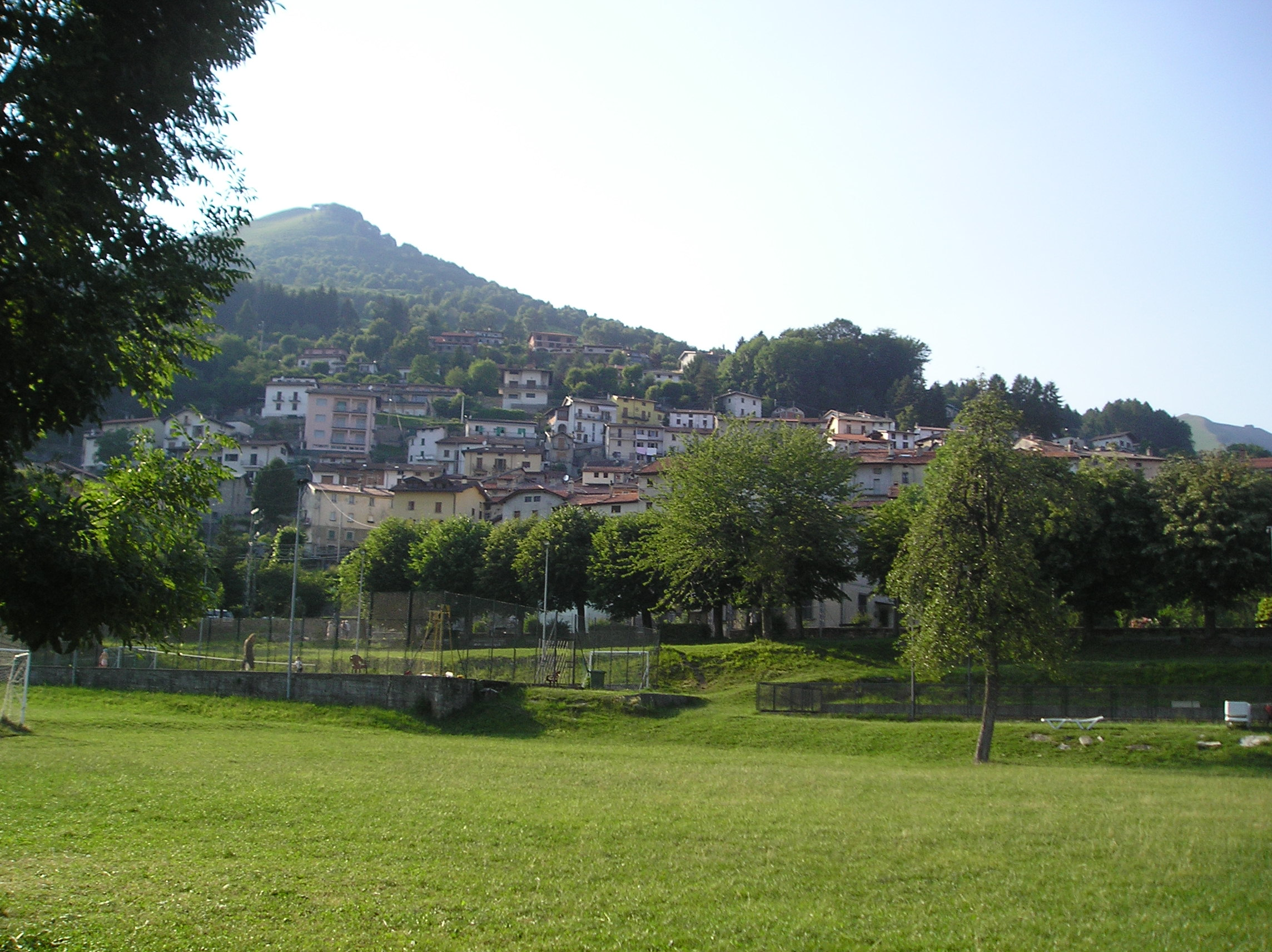
L'abitato di Pigra dominato dal Pasquella
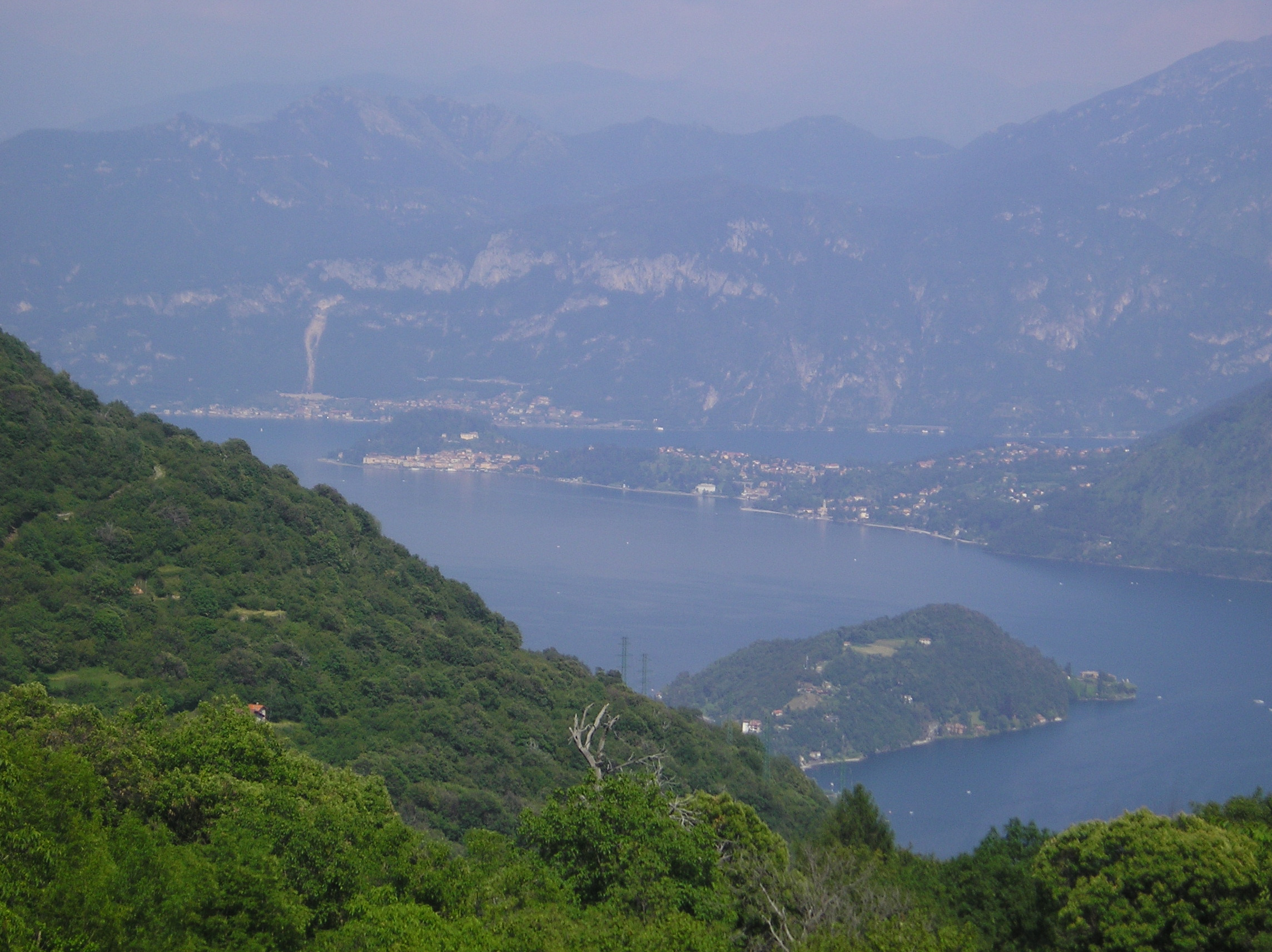
Panorama da Pigra del Lago di Como in particolare del dosso di Lavedo e più in lontananza di Bellagio
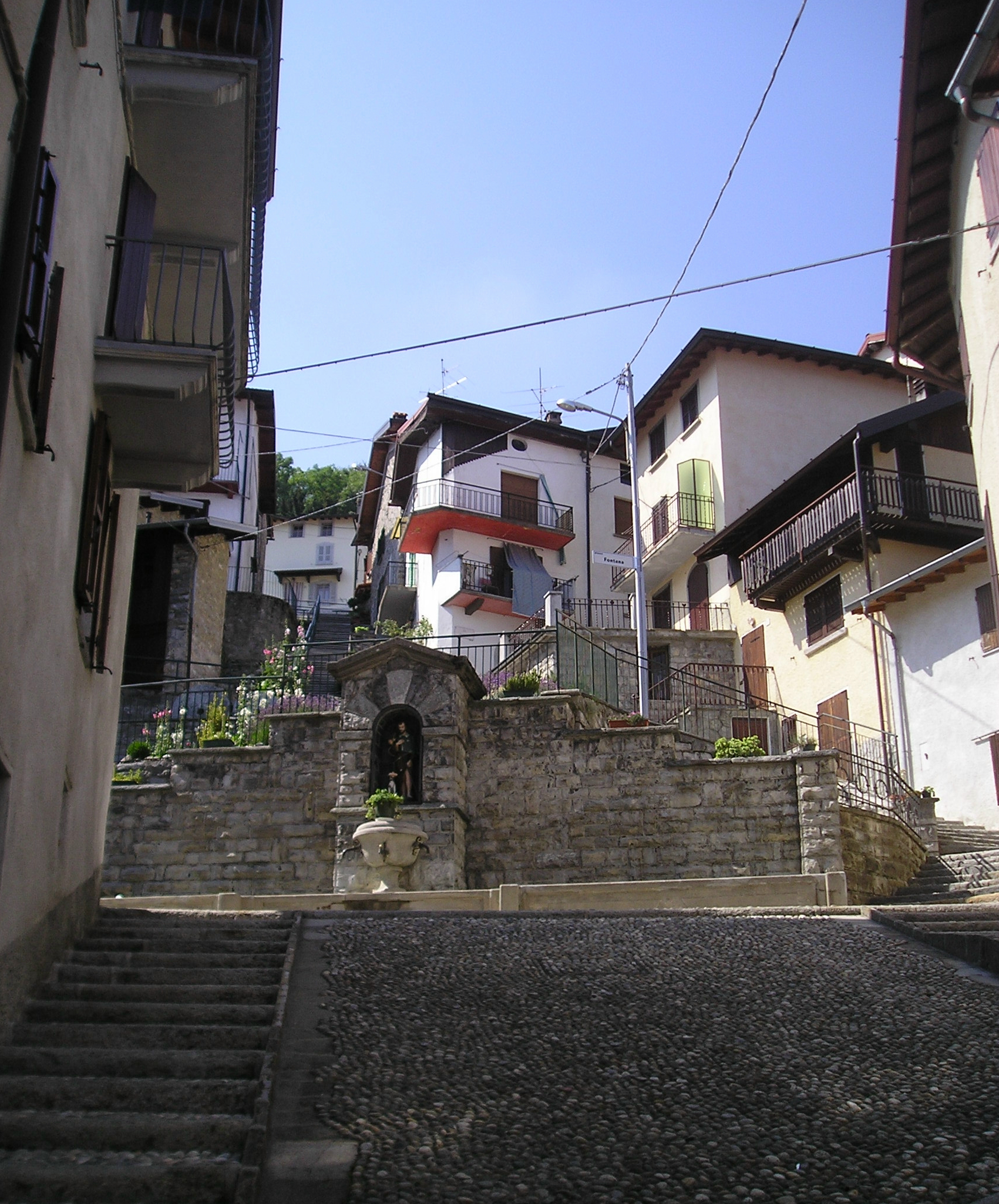
Fontana di San Rocco